# Carta Atlantica

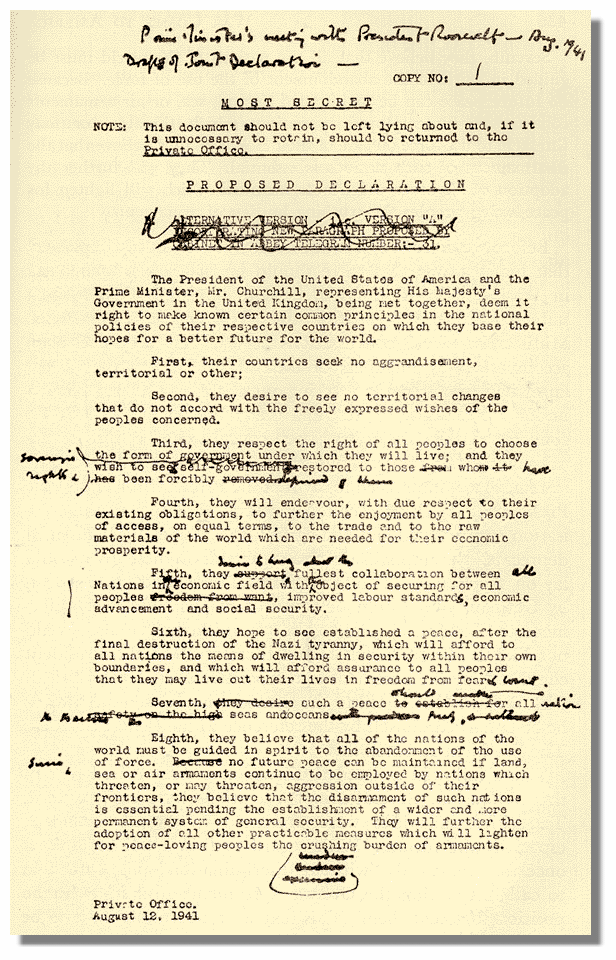
Le correzioni di Winston Churchill sulla stesura finale della Carta Atlantica

La Carta Atlantica fu un atto diplomatico sottoscritto dal presidente degli Stati Uniti Franklin D. Roosevelt e dal primo ministro britannico Winston Churchill il 14 agosto del 1941 a bordo dell' HMS Prince of Wales, ancorata nella baia di Terranova, fra le potenze alleate, che prevedeva l'enunciazione di alcuni principi per il futuro ordine mondiale: divieto di espansioni territoriali, autodeterminazione interna ed esterna, diritto alla democrazia e all'autogoverno, pace intesa come libertà dal timore e dal bisogno, rinuncia all'uso della forza, sistema di sicurezza generale che permettesse il disarmo.
Riprendeva i "Quattordici punti" di Wilson ed affermava la libertà di commercio e di navigazione e il diritto dei popoli a vivere "[...] liberi dal timore e dal bisogno", indicando le basi per la futura cooperazione internazionale.
Essa fu il seme della nascita dell'ONU ed era coerente con la dottrina Stimson, dichiarazione di generale rifiuto delle acquisizioni territoriali ottenute con l'uso della forza, e con la dichiarazione di Welles, emessa nel caso particolare dell'occupazione sovietica delle repubbliche baltiche.

## Storia

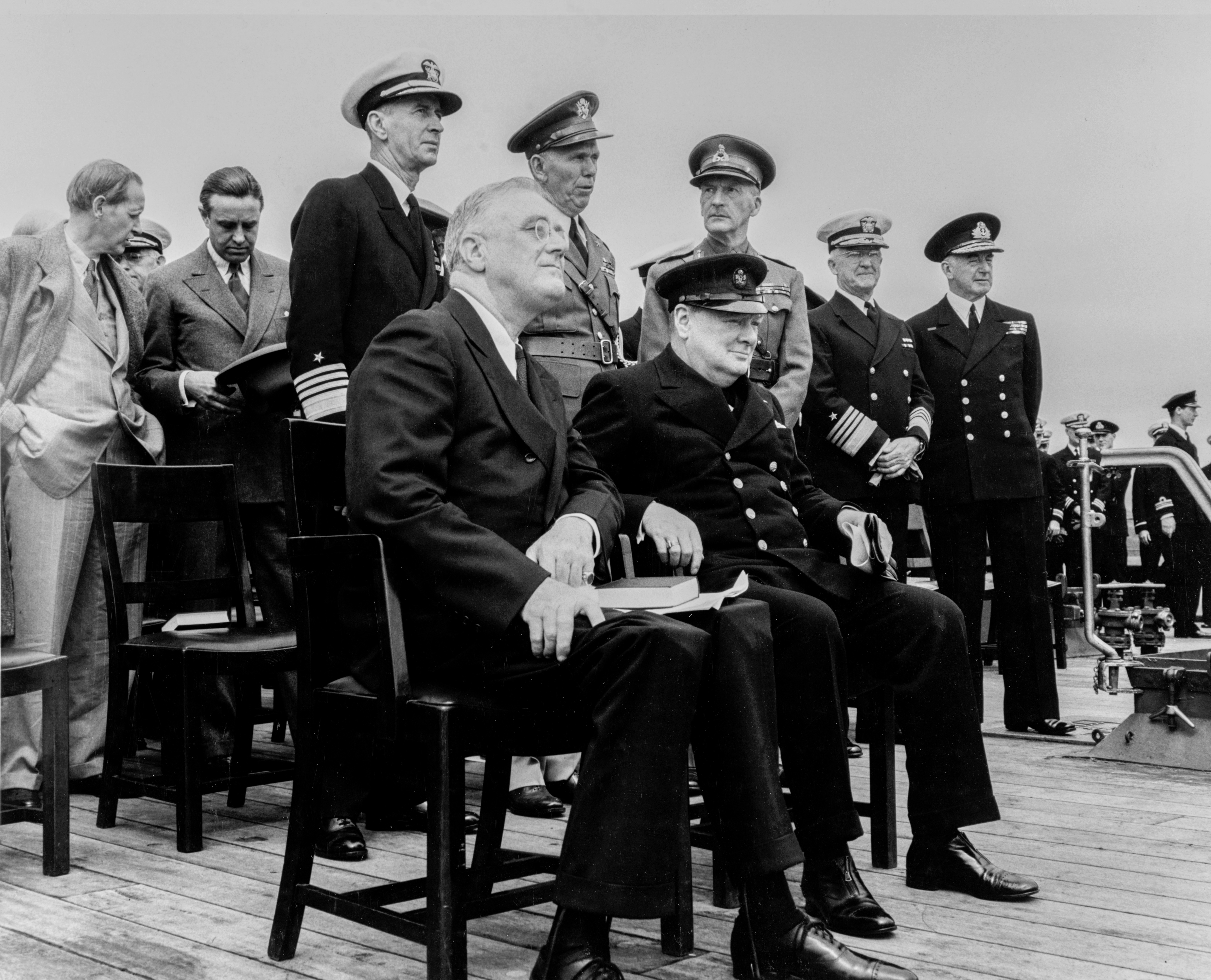
Roosevelt e Churchill a bordo della Prince of Wales

Dopo l'approvazione da parte del Congresso del Lend-lease Act, il presidente americano Roosevelt e il primo ministro inglese Churchill, che non si erano mai conosciuti personalmente prima, decisero di incontrarsi, nell'ambito delle trattative per l'attuazione della legge che permetteva al presidente statunitense di «vendere, affittare o prestare» ai britannici armamenti o materie prime necessarie per il sostentamento di uno stato giudicato un pilastro per la sicurezza degli Stati Uniti d'America.
L'incontro avvenne il 12 e 13 agosto 1941 nel territorio britannico di Terranova, precisamente ad Argentia, nella baia di Placentia, a bordo della nave da battaglia Prince of Wales. I due statisti, dopo aver condotto i negoziati in merito all'attuazione del Lend-lease Act, decisero di dare carattere formale alla special relationship che li legava.
Nacque in tal modo la Carta Atlantica, resa pubblica il 14 agosto. Si trattava di un accordo, riservato alle due potenze anglosassoni, contenente alcune enunciazioni riguardanti i principi secondo i quali i due interlocutori anticipavano la condizione futura delle relazioni internazionali. La Carta fu divisa in diversi punti.
Nella prima parte si affermava che i firmatari non cercavano ingrandimenti territoriali e non desideravano alcun mutamento geopolitico contrario ai desideri ed alle aspirazioni dei popoli; questo però conteneva di per sé un'incongruenza di sostanza, in quanto il Regno Unito, prima potenza coloniale, - 37 milioni di km² su 149 milioni di km² di terre emerse (Antartide, inabitabile, compresa con i suoi 13 milioni di km²) - controllava territori e popoli in tutti e cinque i continenti e non c'era alcuna intenzione da parte britannica di rinunciarvi; d'altro canto gli USA avevano terminato la "conquista del West" già da qualche decennio e disponevano di circa 10 milioni di km² (Alaska compresa).
Churchill, convinto imperialista, riteneva fondamentale mantenere l'Impero britannico così com'era, con l'obiettivo di assicurare prosperità e influenza per il Regno Unito.
Successivamente si passava alla dichiarazione di voler "[...] vedere i diritti sovrani e i diritti all'autogoverno resi a tutti coloro che ne erano stati privati con la forza [...]". Si concludeva con l'auspicio che, "[...] dopo la distruzione finale della tirannia nazista [...]", potesse sorgere una condizione mondiale dominata da pace e stabilità, obiettivi raggiungibili solo ed esclusivamente attraverso l'abbandono delle azioni belliche come strumento di risoluzione delle controversie tra le nazioni.
Per il nome stesso riservatole, la Carta Atlantica rappresentava una sorta di provocazione per l'URSS. Stalin vide nell'incontro un'indebita estromissione dell'Unione Sovietica rispetto ai problemi che andavano sorgendo nell'ambito degli equilibri internazionali. Bisogna riconoscere che i principi enunciati sarebbero stati smentiti nella conferenza di Jalta, dove, in pratica, non solo le due potenze anglosassoni garantivano la parte russa del Patto Molotov-Ribbentrop, con l'annessione delle Repubbliche baltiche, della Polonia orientale (fino alla Linea Curzon, mentre il Paese veniva di fatto parzialmente traslato verso ovest), di altri territori sottratti alla Finlandia, alla Cecoslovacchia, alla Romania, ma USA e Regno Unito riconoscevano all'URSS una sorta di protettorato sulla metà della parte non russa del continente europeo (geograficamente l'Impero russo e poi l'Unione Sovietica, quest'ultima nonostante il trattato di Brest-Litovsk, erano di gran lunga lo stato europeo più esteso, come oggi la Federazione Russa).
Va inoltre tenuto presente che la Carta, e maggiormente i negoziati che la precedettero, delinearono per il Regno Unito il crollo di ogni residua speranza di confermarsi la prima grande potenza mondiale. I britannici sarebbero usciti dal secondo conflitto mondiale ancor più ridimensionati rispetto al rango che avevano al termine del primo conflitto nel 1918. Le redini della diplomazia internazionale e del controllo dei mercati e del primato sul mare venivano affidate agli Stati Uniti d'America; benché alla fine vittorioso nella guerra, il Regno Unito dovette affrontare nel secondo dopoguerra l'inizio del graduale smembramento del suo impero, il che coincise con l'effettivo passaggio di consegne con gli Stati Uniti come unica grande potenza mondiale, alla quale poteva tener testa solamente l'Unione Sovietica.